# Roseix
Le Roseix, également appelé Rouzeix, est un ruisseau français du département de la Corrèze, affluent rive droite de la Loyre et sous-affluent de la Vézère.

## Géographie

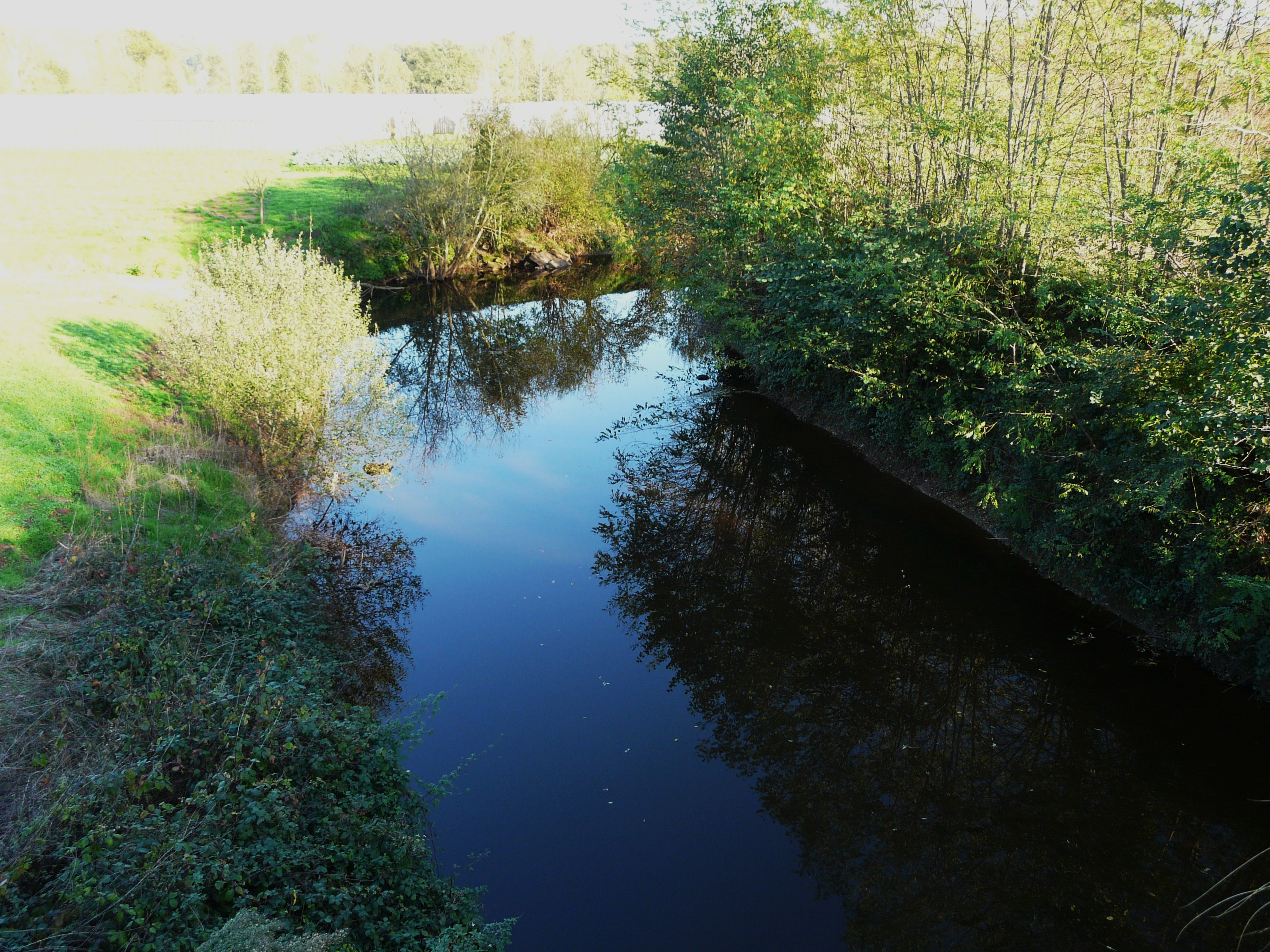
Le Roseix en limite d'Objat (Moulin-Neuf) et de Saint-Aulaire (les Quatre-Chemins)

Le Roseix prend sa source vers 335 mètres d'altitude sur la commune de Juillac, trois kilomètres à l'ouest du bourg, au lieu-dit les Picquets.
Il passe en bordure ouest du village de Rosiers-de-Juillac, puis au sud-ouest de Saint-Cyr-la-Roche et conflue en rive droite de la Loyre à 114 mètres d'altitude, entre le Moulin Neuf et les Quatre-Chemins, en limite des communes d'Objat et de Saint-Aulaire.
Sa longueur est de 15,1 km pour un bassin versant de 126 km2.
Son nom se retrouve dans celui de la commune de Vars-sur-Roseix.

### Affluents
Parmi les 17 affluents du Roseix répertoriés par le Sandre, les deux plus longs sont en rive gauche : le ruisseau de la Tournerie (9,5 km)  et surtout le ruisseau du Mayne, qui avec 17,9 km est plus long que le Roseix.

### Hydrologie
Le débit du Roseix a été observé sur une période de 44 ans (1968-2011), à la station hydrologique de Vars-sur-Roseix, environ deux kilomètres avant sa confluence avec la Vézère. À cet endroit, le bassin versant représente 58 km2, soit moins de la moitié de son bassin versant puisque son principal affluent, le ruisseau du Mayne en est exclu.
Le module y est de 0,725 m3/s. 
Le Roseix présente d'importantes fluctuations saisonnières de débit, avec une période de hautes eaux caractérisée par un débit mensuel moyen évoluant dans une fourchette de 0,732 à 1,61 m3/s, de novembre à avril inclus (avec un maximum en janvier). La période des basses eaux a lieu de juin à octobre, avec une baisse du débit moyen mensuel allant jusqu'à 0,074 m3 au mois d'août. Cependant ces chiffres ne sont que des moyennes et les fluctuations de débit peuvent être plus importantes selon les années et sur des périodes plus courtes.
À l'étiage, le VCN3 peut chuter jusque 0,002 m3, en cas de période quinquennale sèche, soit avec 2 litres par seconde, un quasi-assèchement du cours d'eau.
Quant aux crues, les QIX 2 et QIX 5 valent respectivement 19 et 26 m3/s. Le QIX 10 est de 30 m3/s, le QIX 20 de 34 m3, tandis que le QIX 50 se monte à 39 m3/s. 
Le débit instantané maximal enregistré durant cette période a été de 36 m3/s le 10 novembre 1984, soit une hauteur de 4,25 mètres, tandis que la valeur journalière maximale était de 19,2 m3/s le 7 décembre 1992. En comparant le premier de ces chiffres aux valeurs des différents QIX de la rivière, il apparaît que cette crue était destinée à se répéter tous les 30 à 40 ans en moyenne.
Au total, le Roseix est un cours d'eau abondant. La lame d'eau écoulée dans son bassin versant est de 396 millimètres annuellement, ce qui est supérieur à la moyenne de la France entière tous bassins confondus (320 millimètres). À Vars-sur-Roseix, le débit spécifique de la rivière (ou Qsp) atteint ainsi le chiffre de 12,5 litres par seconde et par kilomètre carré de bassin.

### Département, cantons et communes traversés
À l'intérieur du département de la Corrèze, le Roseix arrose sept communes , réparties sur deux cantons :
- Canton de Juillac
  - Juillac (source)
  - Rosiers-de-Juillac
  - Saint-Bonnet-la-Rivière
- Canton d'Ayen
  - Ayen
  - Vars-sur-Roseix
  - Objat (confluence avec la Loyre)
  - Saint-Aulaire (confluence avec la Loyre)